# Аннополь (Груєцький повіт)
Аннополь (пол. Annopol) — село в Польщі, у гміні Блендув Груєцького повіту Мазовецького воєводства.
Населення — 162 особи (2011).
У 1975-1998 роках село належало до Радомського воєводства.

## Демографія
Демографічна структура станом на 31 березня 2011 року:
|          | Загалом | Допрацездатний вік | Працездатний вік | Постпрацездатний вік |
| -------- | ------- | ------------------ | ---------------- | -------------------- |
| Чоловіки | 87      | 28                 | 48               | 11                   |
| Жінки    | 75      | 21                 | 36               | 18                   |
| Разом    | 162     | 49                 | 84               | 29                   |